# Martti Grönfors
Martti Jaakko Grönfors, född 8 februari 1942 i Tammerfors, död 11 april 2019 i Pälkäne var en finländsk sociolog.
Grönfors avlade Ph.D.-examen 1979. Han skötte 1982–1991 en biträdande professur och en professur i sociologi vid Helsingfors universitet och var 1991–1994 tillförordnad professor vid Kuopio universitet, där han blev ordinarie professor sistnämnda år.
Han har forskat bland annat kring minoritetsfrågor, rättsantropologi, sexualitet, mansfrågor, maskulinitet och våld. Bland hans arbeten märks en studie om Finlands romer, Suomen mustalaiset (1981) och flera undersökningar på engelska om detta ämne.